# Кустур
Кусту́р (якут. Кустуур) — село в Эвено-Бытантайском национальном улусе Республики Саха (Якутия) России. Административный центр Нижне-Бытантайского наслега.

## География
Село находится в северной части Якутии, в гористой местности центрального Верхоянья, в левобережной части долины реки Бытантай, на расстоянии примерно 67 км (по прямой) к северо-востоку от села Батагай-Алыта, административного центра улуса. Абсолютная высота — 224 м над уровнем моря.
Климат
Климат характеризуется как резко континентальный, с продолжительной морозной малоснежной зимой и коротким летом. Средняя температура воздуха самого тёплого месяца (июля) составляет 11,8 — 22,8 °C; самого холодного (января) — −40 °C. Среднегодовое количество атмосферных осадков составляет 170,1 мм. Снежный покров держится в течение 250—255 дней в году.
Часовой пояс
Село Кустур находится в часовой зоне МСК+6. Смещение применяемого времени относительно UTC составляет +9:00.

## Население
| 2002 | 2010 | 2021 |
| ---- | ---- | ---- |
| 754  | ↗766 | ↘723 |

Половой состав
По данным Всероссийской переписи населения 2010 года, в гендерной структуре населения мужчины составляли 49,7 %, женщины — соответственно 50,3 %.
Национальный состав
Согласно результатам переписи 2002 года, в национальной структуре населения якуты составляли 59 %, эвены — 40 %

## Улицы
| - ул. Аммосова Е.И., - ул. Механизаторов, - ул. Молодёжная, - ул. Слепцова И.Н., | - ул. Стахановская, - ул. Сыроватского К.А., - ул. Южная. |